# Linum leucanthum
Linum leucanthum là một loài thực vật có hoa trong họ Linaceae. Loài này được Boiss. & Spruner mô tả khoa học đầu tiên năm 1843.